# Alfa Romeo RL
Alfa Romeo RL är en personbil, tillverkad av den italienska biltillverkaren Alfa Romeo mellan 1922 och 1927. 

## Alfa Romeo RL
Alfa Romeo ersatte den stora G-modellen med den mindre RL, bättre anpassad för den italienska hemmamarknaden. Bilen hade en sexcylindrig treliters toppventilsmotor och fyrväxlad växellåda. Chassit hade stela hjulaxlar upphängda i bladfjädrar. Tidiga bilar hade bromsar endast på bakhjulen men snart efter introduktionen infördes fyrhjulsbromsar. Utöver RL Normale erbjöds även RL Sport, byggd på kortare hjulbas. Sportmodellen kändes igen på sin spetskylare. Den hade även motor med något större slagvolym, högre kompressionsförhållande och dubbla förgasare, allt för högre effektuttag. Från 1925 ersattes modellerna av RL Turismo respektive RL Super Sport.

## Alfa Romeo RL Targa Florio

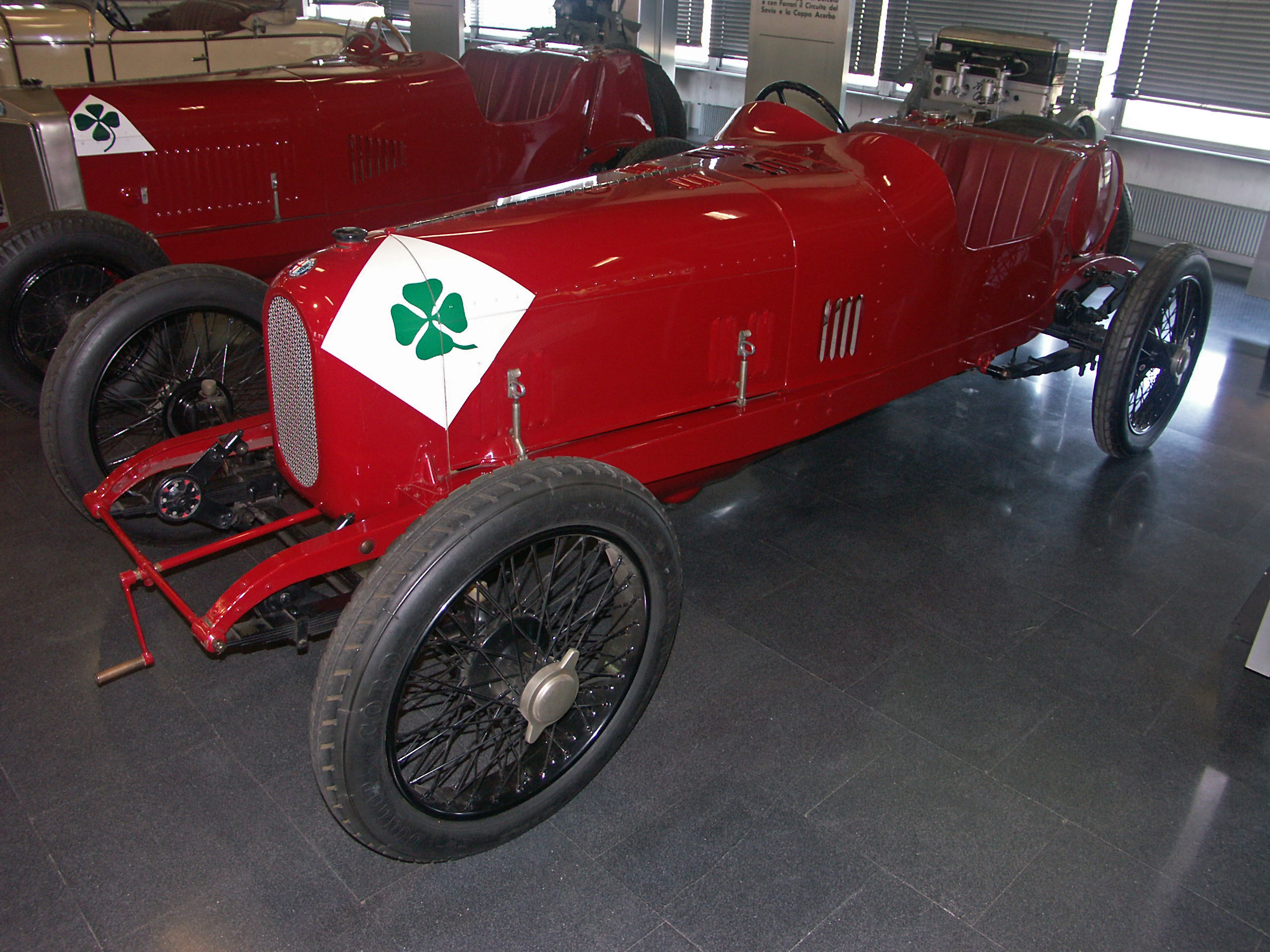
Alfa Romeo RL Targa Florio Racer

Alfa Romeo tävlade även med RL-modellen. Tävlingsbilarna hade kortare hjulbas och större motorer än personbilarna. Första stora vinsten kom genom Ugo Sivocci som vann Targa Florio 1923. Sivocci hade en grön fyrklöver (på italienska: Quadrifoglio Verde) på motorhuven för att ge tur. Fyrklövern används än idag som symbol för Alfa Romeos tävlingsavdelning Alfa Corse och på företagets formel 1-bilar. Framgångarna följdes upp med vinster i Coppa Acerbo för Enzo Ferrari 1924 och Guido Ginaldi 1925.

## Motor
| Modell         | Motor              | Cylindervolym | Effekt | Bränslesystem    |
| -------------- | ------------------ | ------------- | ------ | ---------------- |
| RL Normale     | 6-cyl radmotor ohv | 2916 cm³      | 56 hk  | Enkel förgasare  |
| RL Sport       | 6-cyl radmotor ohv | 2994 cm³      | 71 hk  | Dubbla förgasare |
| RL Turismo     | 6-cyl radmotor ohv | 2994 cm³      | 61 hk  | Enkel förgasare  |
| RL Super Sport | 6-cyl radmotor ohv | 2994 cm³      | 83 hk  | Dubbla förgasare |